# Ülikooli tänav
La rue de l’Université (estonien : Ülikooli tänav) est une rue de Tartu en Estonie.

## Présentation
De la rue Riia tänav, dans le prolongement de la rue Kalevi tänav, à la rue Munga tänav, elle traverse la partie historique de Tartu au pied de la colline Toomemägi.
Elle a une longueur de 650 mètres.
Le nom actuel est en l'honneur de l'université de Tartu, dont le bâtiment principal est situé au 18 de cette rue. La rue est aussi appelée « Silicon Alley » en raison de la forte concentration d'entreprises de technologies de l'information.
La rue est bordée de bâtiments tels que le bâtiment principal de l'université de Tartu (Ülikoli tänav 18), la maison Von Bock (Ülikooli tänav 16), le café universitaire (Ülikoli tänav 20), la librairie universitaire (Ülikoli tänav 11) et l'ancien bâtiment du département de chimie.
A proximité de la rue se trouvent la place de l'hôtel de ville de Tartu, la place Barclay, la place Tõnisson, le théâtre de Vanemuine, l'église Saint-Jean de Tartu,

## Lieux et bâtiments

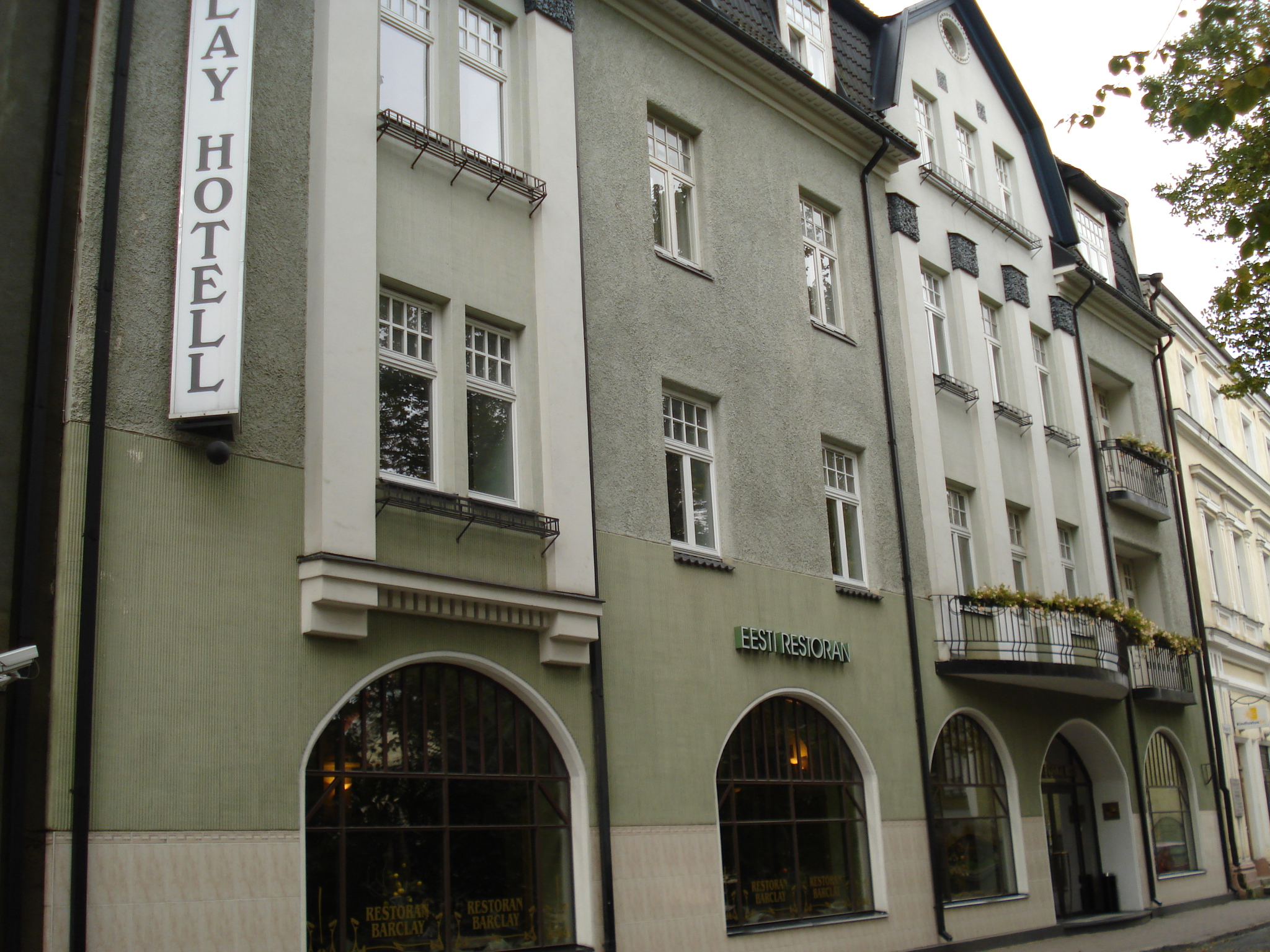
Ülikooli tänav 8, Hôtel Barclay
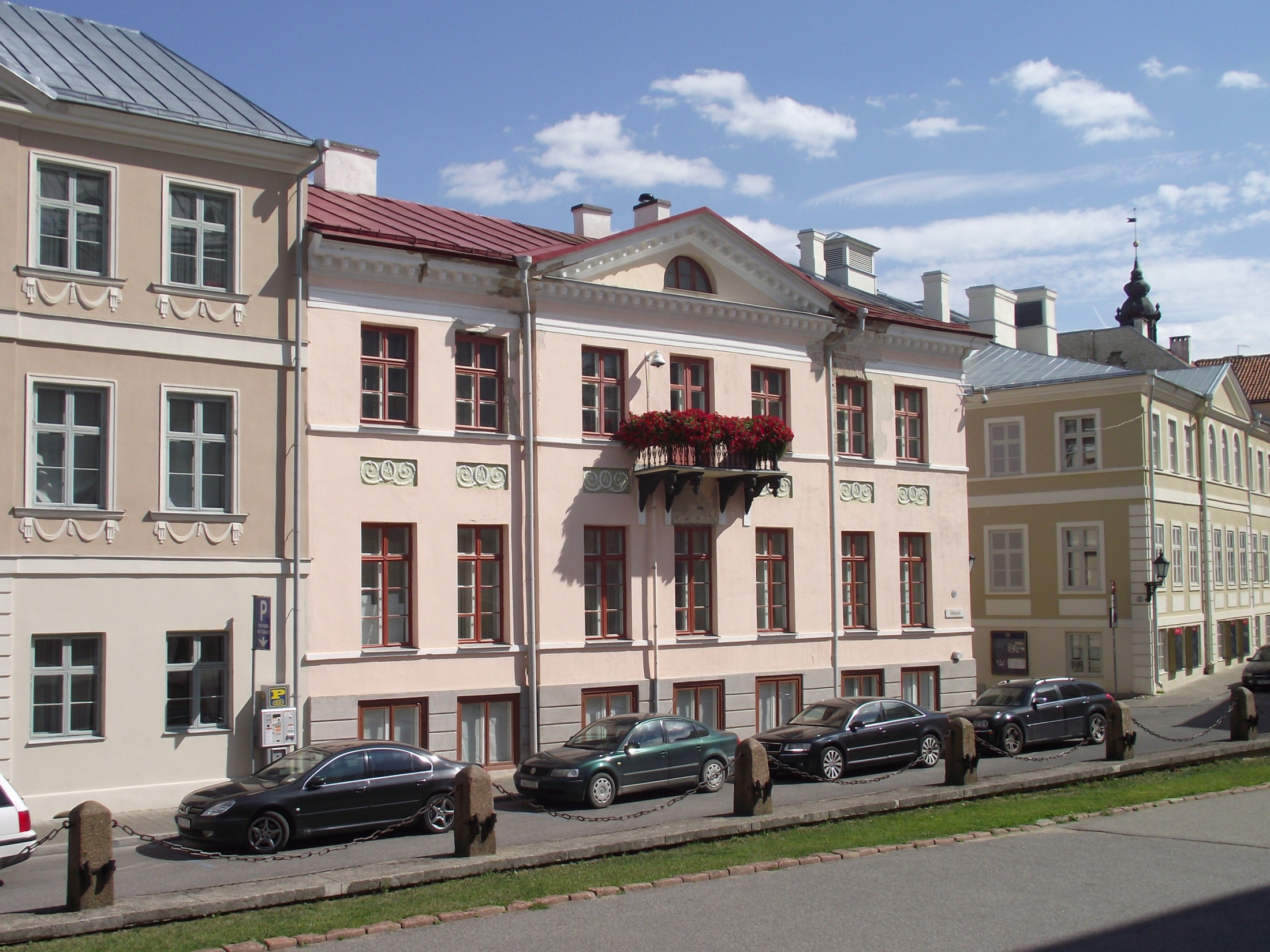
Ülikooli tänav 13
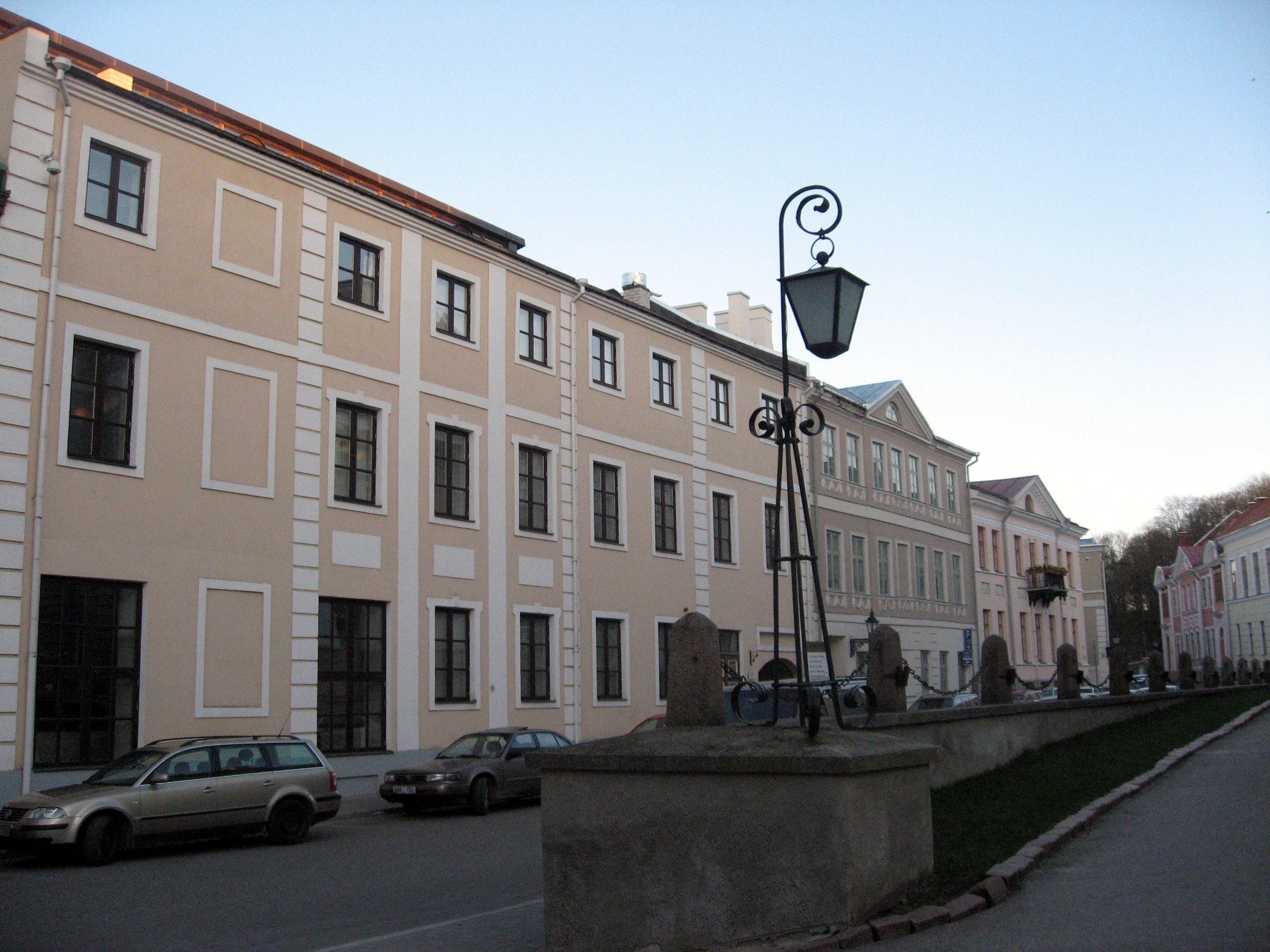
Ülikooli tänav 17, 15, 13
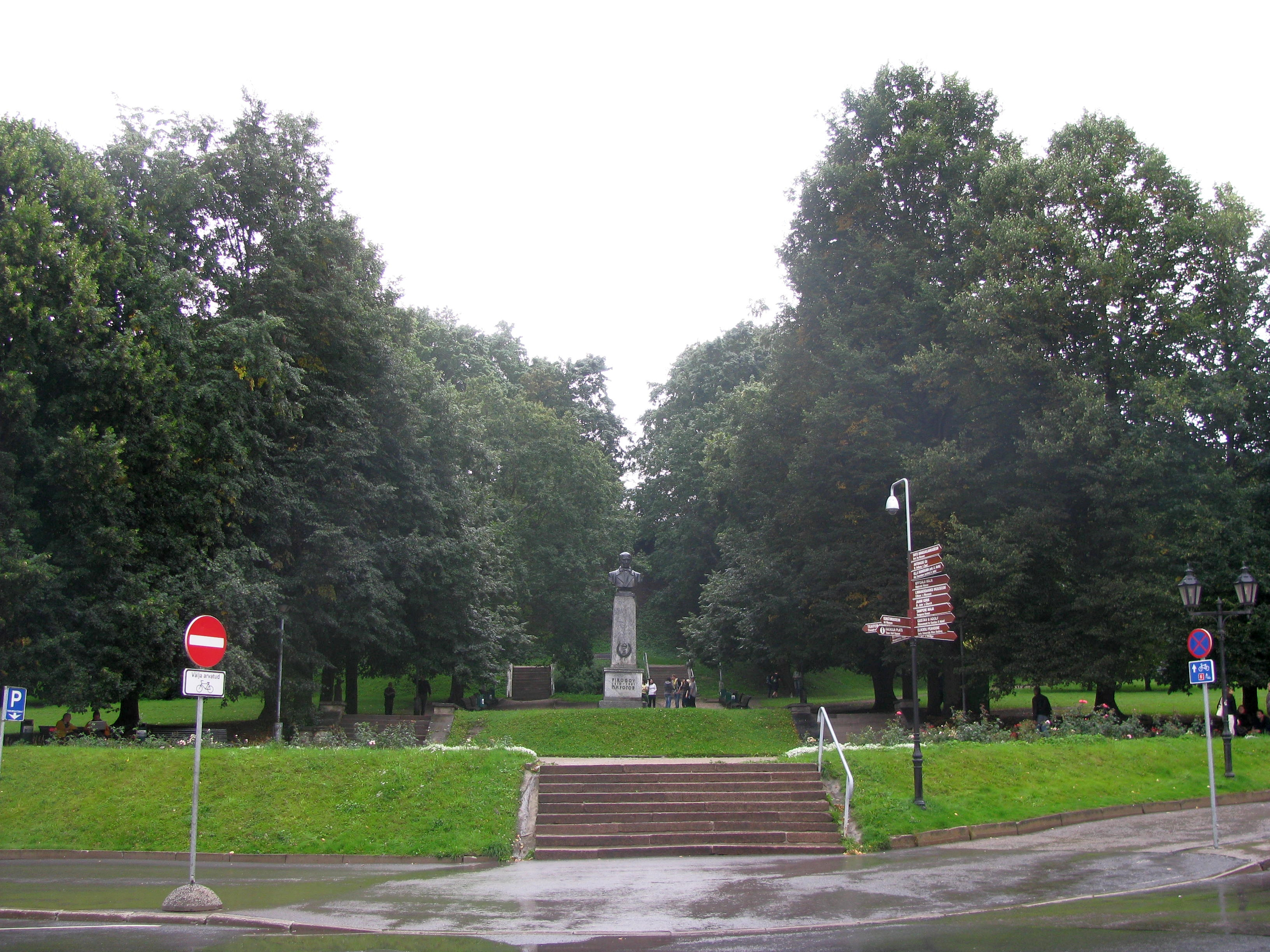
Place Pirogov.
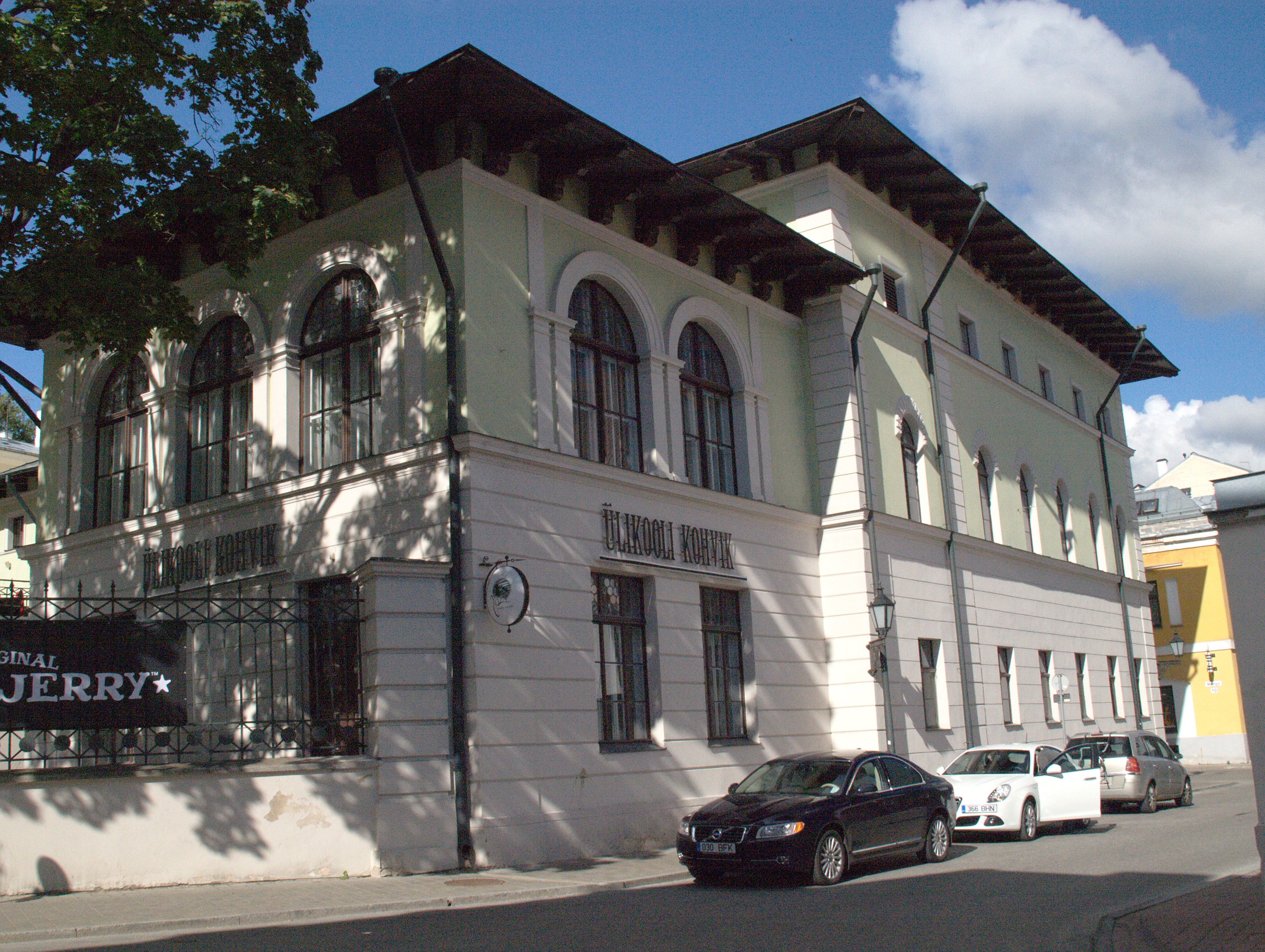
Ülikooli tänav 20
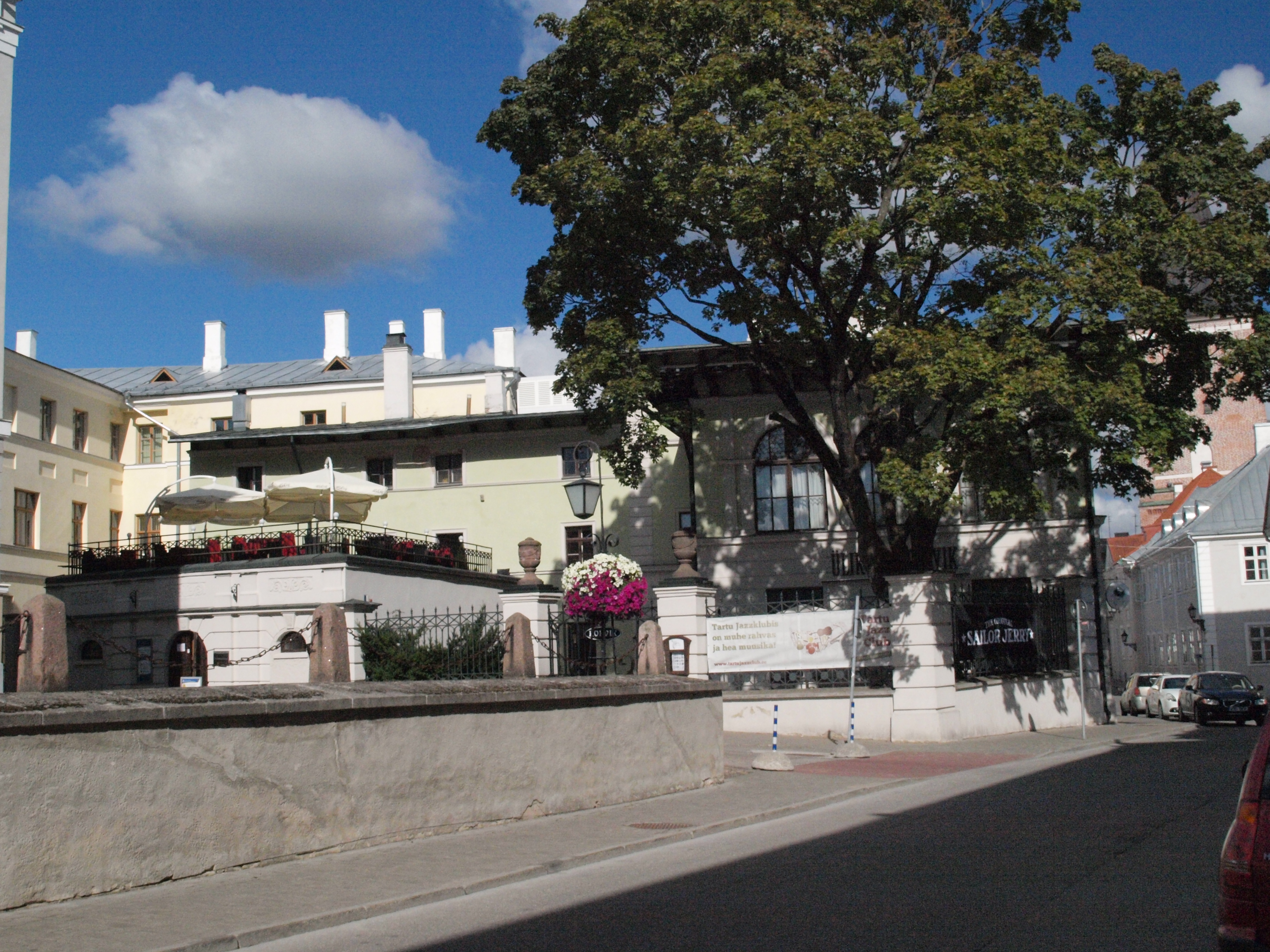
Ülikooli tänav 20
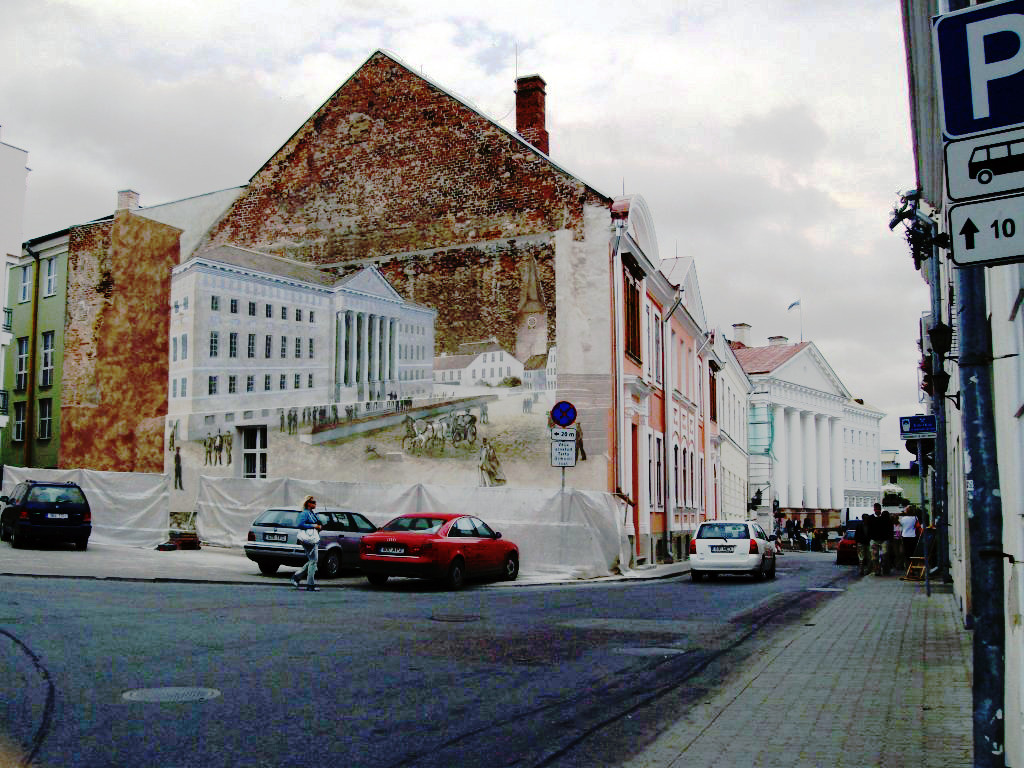
Ülikooli tänav 18 maison Von Bock